# Shadows (película)
Shadows es una película independiente estadounidense de 1959 escrita y dirigida por John Cassavetes. Es una película de bajo presupuesto, ópera prima de Cassavetes, realizada dentro del marco del nuevo cine estadounidense. Originalmente no se filmó para ser exhibida, sino para que los actores analizaran su trabajo.[cita requerida]
La historia del film cuenta una trama improvisada en la que el conflicto es el de una pareja interracial que vive en la Nueva York de los años cincuenta; Cassavetes no se centra en las cuestiones raciales, y elige en cambio un relato que habla de la gente en sí, de sus problemas personales, y no sólo de las dificultades que suponía ser negro en la Norteamérica de la época.
Shadows es considerada por varios estudiantes de cine como un hito del cine independiente estadounidense. En 1993, la película fue considerada «cultural, histórica y estéticamente significativa» por la Biblioteca del Congreso de Estados Unidos y seleccionada para su preservación en el National Film Registry.

## Trama
La película muestra dos semanas en la vida de cuatro hermanos afroamericanos en Manhattan: el tímido y torpe Ben, quien está destinado a ser un trompetista de jazz pero pierde tiempo bebiendo en bares tratando de seducir chicas con sus compañeros de trabajo Dennis y Tom; Hugh,  cantante de jazz, pero debido a que a su estilo pasado de moda no encuentra mucho trabajo; su hermano Rupert es su manager; y Lelia, de tez más clara que sus hermanos y que aspira ser escritora. En una fiesta, Lelia conoce a Tony y deja a su hasta ese momento tutor y novio, David; Lelia y Tony inician una relación. Ella tiene con él su primera relación íntima. Tony descubre en casa de ella que su familia es negra, lo que le provoca un incontrolable rechazo; Hugh lo expulsa, porque no quiere que su hermana salga con un racista que le puede hacer daño.

## Reparto
- Lelia Goldoni - Lelia
- Hugh Hurd - Hugh
- Ben Carruthers - Ben
- Anthony Ray - Tony
- Dennis Sallas - Dennis
- Tom Allen - Tom

## Recepción
Algunos críticos de cine consideran el filme como el punto culminante del nuevo cine estadounidense, y que esta, como muchas de las películas de John Cassavetes, canaliza una forma de liberación, de angustia y de expresión. No tuvo mucha repercusión en los Estados Unidos, pero si en Europa, gracias a la distribución de la compañía inglesa British Lion Films en 1961.

## Premios

### Festival de Venecia
| Categoría            | Receptor/a | Resultado |
| Premio de la Crítica |            | Ganador   |